# Nikulinskoje (rejon wołogodzki)
Nikulinskoje (ros. Никулинское) – wieś w Rosji, w rejonie wołogodzkim obwodu wołogodzkiego. W 2010 r. liczyła 3 mieszkańców.